# Clermont (Ariège)
Clermont è un comune francese di 91 abitanti situato nel dipartimento dell'Ariège nella regione dell'Occitania.

## Società

### Evoluzione demografica
Abitanti censiti